# Piper PA-46
Le Piper PA-46 est un avion monomoteur de tourisme et d'affaires fabriqué par Piper Aircraft aux États-Unis. Son développement a démarré à la fin des années 1970 et il a été certifié en 1983. Il possède 6 places et existe sous plusieurs variantes, à moteur à pistons ou à turbopropulseur. C’est dans ce type d’avion que le footballeur Emiliano Sala perdra la vie le 21 janvier 2019 au nord de Guernesey.

## Variantes

### PA-46 Malibu

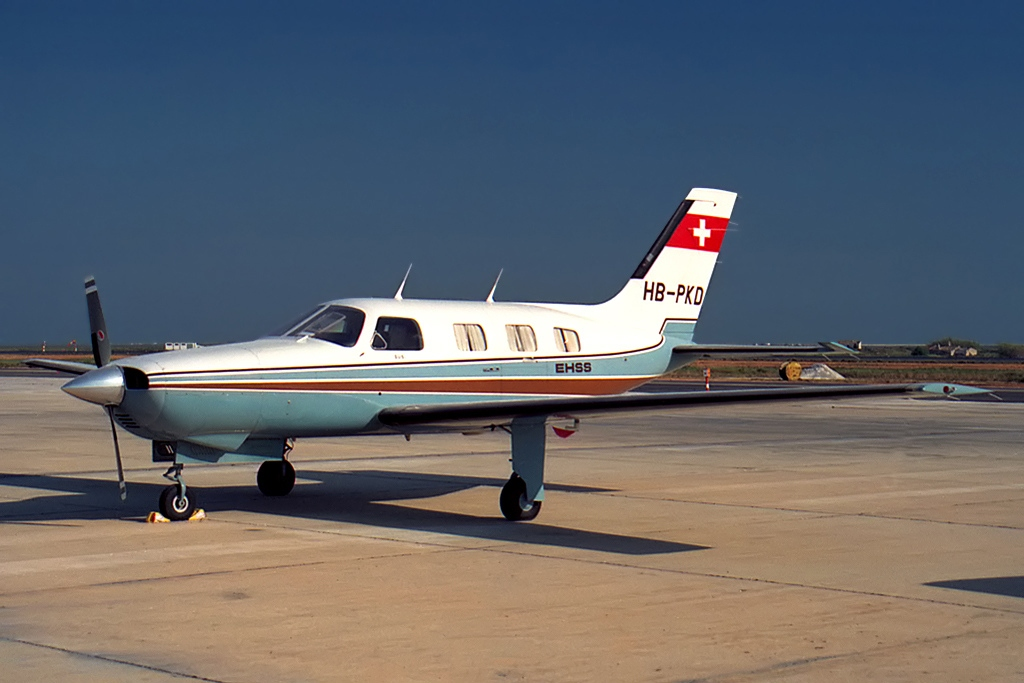
PA-46 Malibu

Le PA-46 Malibu est la première version du PA-46. Il est motorisé par un moteur à piston Continental TSIO-520-BE développant 310 ch et la cabine est pressurisée.

### PA-46 Matrix

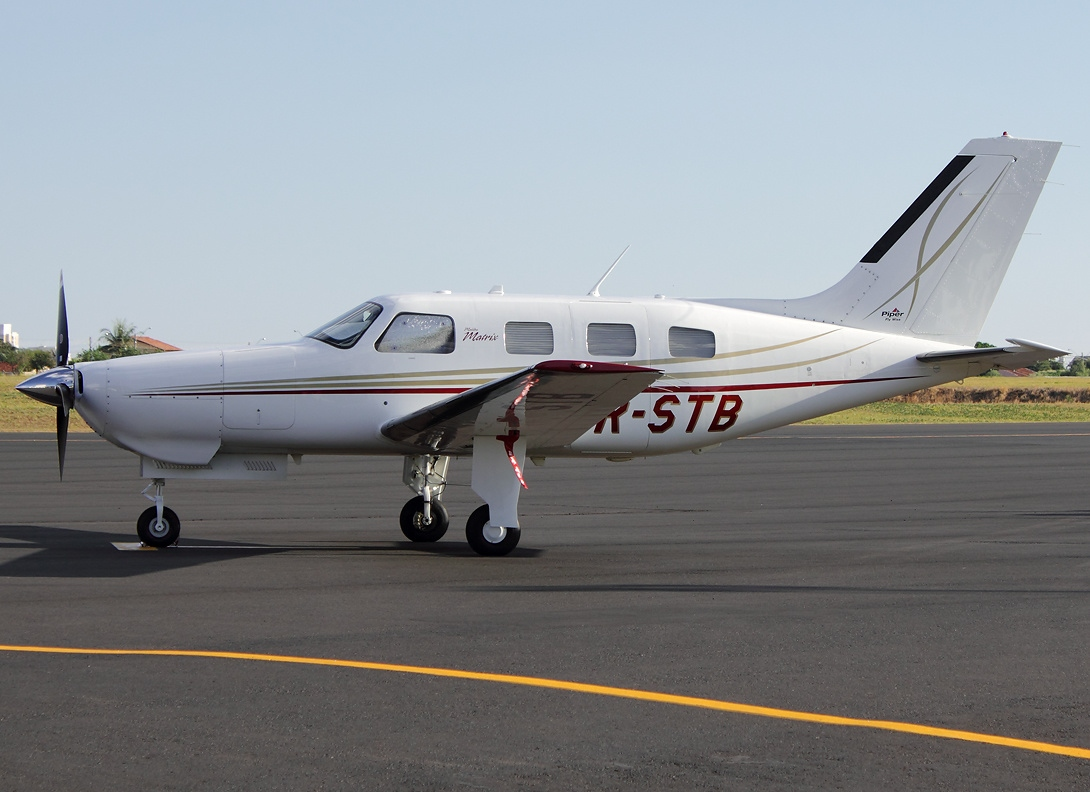
PA-46 Matrix

Le Matrix est motorisé comme le Mirage mais il n'est pas pressurisé.

### PA-46 Mirage

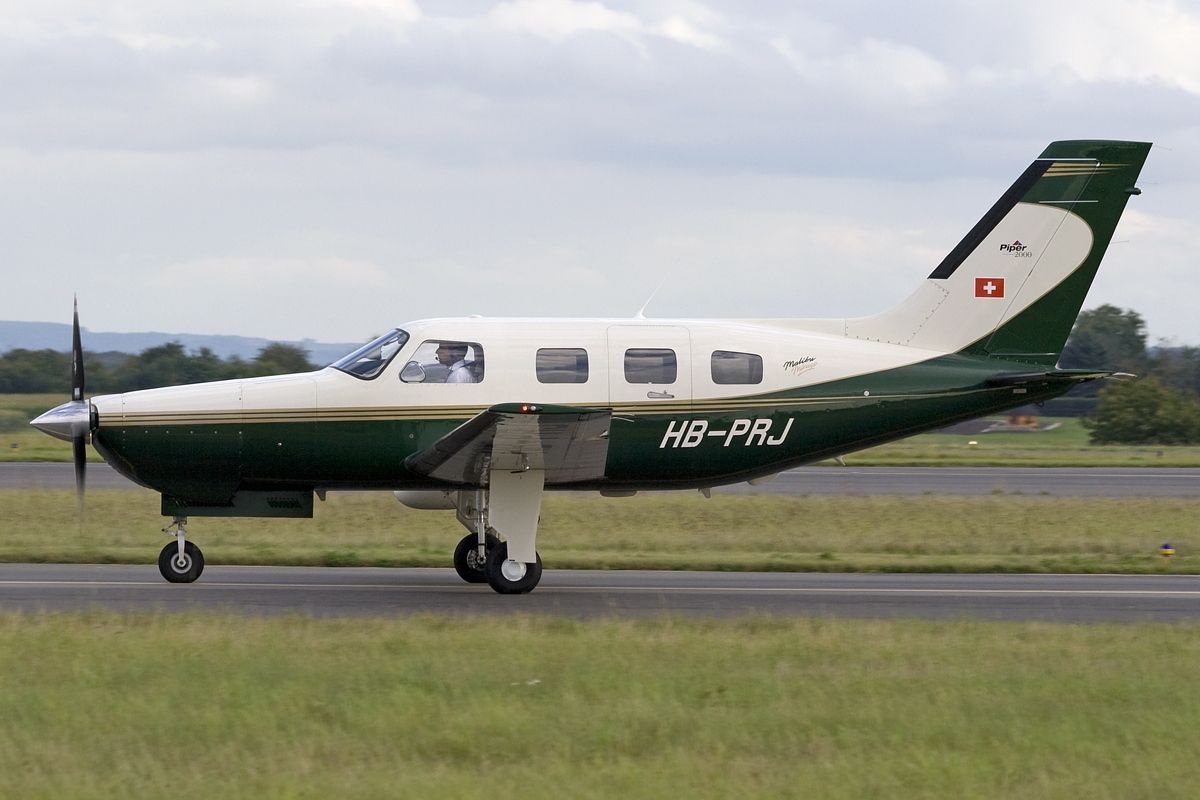
PA-46 Mirage

Son développement a commencé en octobre 1988. Il possède de meilleures performances, dont un moteur Lycoming TIO-540-AE2A développant 350 ch.

#### M350
Le M350 est une évolution du Mirage.

### PA-46 Meridian

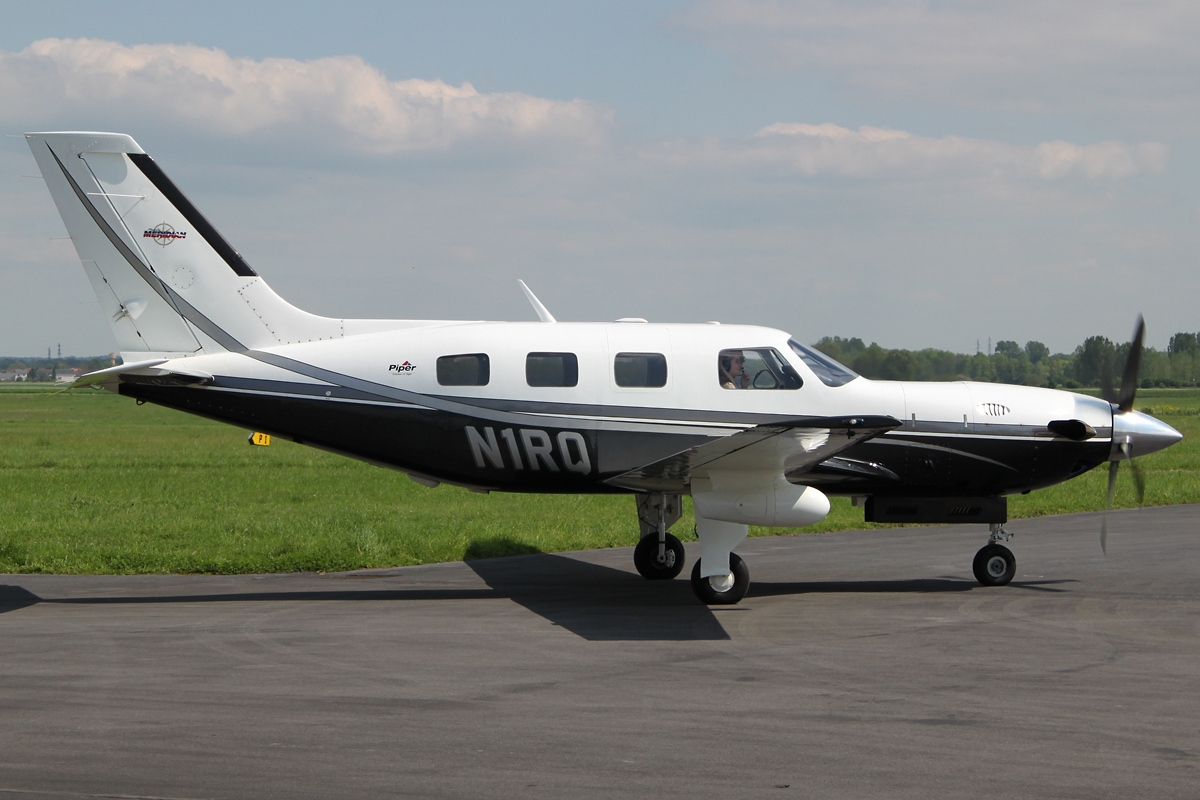
PA-46 Meridian

Le Meridian est la version turbo-propulsée du PA-46. Une puissance de 500 ch est fournie par un turbopropulseur Pratt & Whitney Canada PT6A-42A.

#### M500
Le M500 est une évolution du Meridian. 

#### M600
Le M600 est équipé d'une nouvelle aile, du turbopropulseur Pratt & Whitney PT6A-42A de 600 ch et du Garmin G3000. La nouvelle aile permet l'emport de 260 gallons (984 litres). L'autonomie est portée à 1 300 nautiques. Il est commercialisé en 2016.
Le M600 SLS (Safety Luxury Support) est une évolution incluant une automanette et l'autoland. Il est commercialisé en 2020.

#### M700
Le M700 Fury est équipé du turbopropulseur Pratt & Whitney PT6A-52 de 700 ch et d'une hélice Hartzell à 5 pales permettant d'atteindre une vitesse de croisière de 301 kt (557 km/h). Il reprend l'avionique Garmin G3000, l'automanette et l'autoland du M600 SLS qu'il remplace. Il est dévoilé le 6 février 2024 et est certifié moins d'un mois plus-tard par la FAA le 29 février 2024.

## Production
| Modèle / Année       | 2002 | 2003 | 2004 | 2005 | 2006 | 2007 | 2008 | 2009 | 2010 | 2011 | 2012 | 2013 | 2014 | 2015 | 2016 | 2017 | 2018 | Total |
| -------------------- | ---- | ---- | ---- | ---- | ---- | ---- | ---- | ---- | ---- | ---- | ---- | ---- | ---- | ---- | ---- | ---- | ---- | ----- |
| M600                 | –    | –    | -    | –    | –    | –    | –    | –    | –    | –    | –    | –    | –    | –    | 22   | 35   | 38   | 95    |
| M500/Malibu Meridian | 25   | 24   | 26   | 40   | 49   | 53   | 52   | 29   | 25   | 32   | 32   | 34   | 36   | 27   | 12   | 12   | 18   | 526   |
| M350/Malibu Mirage   | 19   | 7    | 15   | 11   | 31   | 30   | 21   | 7    | 26   | 33   | 49   | 42   | 37   | 34   | 26   | 9    | 20   | 417   |
| Matrix               | –    | –    | –    | –    | –    | –    | 101  | 33   | 23   | 17   | 12   | 16   | 11   | 2    | 0    | 0    | –    | 215   |
| Total                | 44   | 31   | 41   | 51   | 80   | 83   | 174  | 69   | 74   | 82   | 93   | 92   | 84   | 63   | 60   | 56   | 76   | 1253  |

## Accidents et incidents
- Au mois de Janvier 2019, 225 accidents ont été recensés dans la liste du wiki de l"Aviation Safety Network". Parmi ces accidents, 106 appareils détruits ou économiquement non réparables et 219 décès[6].
- Le 21 janvier 2019, l'avion qui transporte Emiliano Sala et son pilote David Andrew Ibbotson disparaît en mer. L'avion est un Piper PA-46-310P Malibu, immatriculé aux États-Unis N264DB[7], mis en service en 1984.